# Ulrik Christian Gyldenløve (søn af Christian 4.)
 Der er flere personer med dette navn, se Ulrik Christian Gyldenløve, greve af Samsø.
 Der er for få eller ingen kildehenvisninger i denne artikel, hvilket er et problem. Du kan hjælpe ved at angive troværdige kilder til de påstande, som fremføres i artiklen.

Ulrik Christian Gyldenløve (født 7. april 1630 på Jægersborg Slot, død 11. december 1658 i København) var uægte barn af Christian 4. og Vibeke Kruse, hans 2. hustru Kirsten Munks kammerpige. 
Ulrich Christian, som han altid er benævnt i samtidige dokumenter, fik i februar 1645 overdraget Skinnerup af sin far kong Christian IV, der havde købt den i sønnens navn 26. februar 1632. Det blev drengens mor Vibeke Kruse, der administrerede godset. Godset blev vurderet, og da selve hovedgården var meget 'brøstfældig', gav kongen 1636-37 ordre om at påbegynde byggeriet af en hovedbygning, der stod færdig i 1639, og 27. november 1643 besluttede kongen, at godset skal kaldes Ulriksholm. Ulrich Christian var da 13½  år gammel.
Ulrich Christian Gyldenløve var generalløjtnant og havde den delvise kommando over Danmarks hær under Karl Gustav-krigen sammen med blandt andre rigsmarsk Anders Bille og chefen for hæren i Skåne Axel Urup. Da svenskerne stormede Kalvebod Strand i København, var Ulrich Christian allerede død (af malaria, kaldet tredjedagsfeber), og hans svoger Claus Ahlefeldt holdt Ulrich Christians del af volden. Her blev der udkæmpet en blodig kamp mellem den dansk-hollandske hær og den svensk-tyske hær.
Gyldenløvesgade i København og Odense er opkaldt efter ham.
Christian 5. havde også en søn med dette navn.
Han er begravet i Vor Frue Kirke.